# Langues gorontaliennes
Les langues gorontaliennes, que certains linguistes, distinguant un sous-groupe « mongondowique », appellent langues gorontalo-mongondow, sont un groupe de langues austronésiennes parlées dans la péninsule nord de l'île indonésienne de Célèbes. Au nombre de 9, ce sont :
- Le bintauna, parlé dans la province de Sulawesi du Nord,
- Le bolango, parlé dans la province de Gorontalo,
- Le buol, parlé dans la province de Sulawesi central,
- Le gorontalo proprement dit,
- Le kaidipang, parlé à Sulawesi du Nord,
- Le lolak, parlé à Sulawesi du Nord,
- Le mongondow, parlé à Sulawesi du Nord,
- Le ponosakan, également parlé à Sulawesi du Nord,
- Le suwawa, parlé à Gorontalo.

Ces langues forment un sous-groupe des langues grandes philippines centrales, elles-mêmes un sous-groupe des langues philippines, un rameau de la branche malayo-polynésienne des langues austronésiennes. On voit que les divisions politiques et administratives ne coïncident pas avec la réalité linguistique.
Certains linguistes distinguent au sein de ce groupe, un sous-groupe « mongondowique » constitué du mongondow et du ponosakan, les 7 autres langues constituant un sous-groupe qu'ils nomment « gorontalique », et l'ensemble, « gorontalo-mongondow ». Le linguiste Robert Blust conteste cette distinction et inclut ces deux langues dans le groupe gorontalique.

## Sources
- (en) Blust, Robert, Is there a Bima-Sumba Subgroup?, Oceanic Linguistics, 47:1, pp. 45-113, 2008.
- (en) Liao, Hsiu-Chan, A Typology of First Person Dual pronouns and their Reconstructibility in Philippine Languages, Oceanic Linguistics, 47:1, pp. 1-29, 2008.
- (en) Sneddon, J.N, The Languages of Minahasa, North Celebes, Oceanic Linguistics, IX:1, pp. 11-36, 1970.